# Nouveau théâtre de Riga
Le Nouveau théâtre de Riga (en letton : Jaunais Rīgas teātris) est un théâtre en Lettonie fondé en 1992. Il se situe au 25 rue Lāčplēša à Riga. Ses deux salles de spectacle Lielā zāle et Mazā zāle offrent respectivement 470 et 100 places de spectateurs. Depuis 1902, ce bâtiment accueillait l'ancien Nouveau théâtre, puis, la société de crédit des artisans lettons (Rīgas latviešu amatnieku palīdzības biedrība) jusqu'en 1920, quand on les a libéré pour le théâtre Dailes. Quand en 1977, le théâtre Dailes a été transféré dans le nouveau bâtiment spécialement construit au 75 rue Brīvības, on y a installé le Théâtre national de la jeunesse (Valsts Jaunatnes teātris) jusqu'à la fermeture de celui-ci en 1992.
On a prévu la reconstruction du bâtiment en 1915-1918. Pendent ce temps le théâtre devrait continuer ses représentations au 58A rue Miera.